# Tsering Thar
Tsering Thar (chữ Tạng: ཚེ་རིང་ཐར།; chuyển tự: tshe ring thar; tiếng Trung giản thể: 才让太; Hán-Việt: Tài Nhượng Thái, sinh tháng 11 năm 1969, người Tạng) là chính trị gia nước Cộng hòa Nhân dân Trung Hoa. Ông là Ủy viên dự khuyết Ủy ban Trung ương Đảng Cộng sản Trung Quốc khóa XX, hiện là Thường vụ Tỉnh ủy, Phó Tỉnh trưởng Thanh Hải.
Tsering Thar là đảng viên Đảng Cộng sản Trung Quốc, học vị Cử nhân Quản lý công cộng, Cử nhân Lịch sử. Ông có hơn 30 năm sự nghiệp đều công tác ở quê nhà Thanh Hải.

## Xuất thân và giáo dục
Tsering Thar sinh vào tháng 11 năm 1969 trong một gia đình người Tạng tại huyện Bình An, nay là quận thuộc địa cấp thị Hải Đông, tỉnh Thanh Hải, Cộng hòa Nhân dân Trung Hoa. Ông lớn lên và tốt nghiệp cao trung ở Hải Đông vào năm 1984, đến tháng 9 cùng năm thì theo học Trường Sư phạm huyện Bình An, tốt nghiệp tháng 7 năm 1987. Ông được kết nạp Đảng Cộng sản Trung Quốc vao tháng 10 năm 1991, sau đó 2 năm vào tháng 9 năm 1993 thì theo học lớp thư ký bậc đại học chuyên nghiệp thư ký dành cho cán bộ dân tộc của Trường Đảng Tỉnh ủy Thanh Hải cho đến tháng 6 năm 1995. Vào tháng 9 năm 2003, ông đến Hắc Long Giang để học quản lý công cộng ở Trường Giáo dục từ xa của Đại học Công nghiệp Cáp Nhĩ Tân, hoàn thành vào tháng 7 năm 2006; đồng thời học lịch sử học ở Trường Giáo dục thành nhân của Đại học Sư phạm Thanh Hải từ tháng 2 năm 2004 đến tháng 1 năm 2007.

## Sự nghiệp

### Các giai đoạn
Tháng 7 năm 1987, sau khi tốt nghiệp Sư phạm Bình An, Tsering Thar được phân về làm giáo viên của Trưởng Đông Doanh của học khu Bình An thuộc huyện của mình, ở tuổi 18. Sau 2 năm dạy học, ông được điều tới huyện Quý Nam, bắt đầu làm Thư ký Văn phòng Đại hội Đại biểu Nhân dân của huyện, thăng chức Phó Chủ nhiệm vào tháng 9 năm 1991. Tháng 6 năm 1995, sau khi học xong khóa thư ký ở Trường Đảng Tỉnh ủy Thanh Hải, ông được điều tới Ban Tổ chức Huyện ủy Quý Nam để công tác, sau đó 6 tháng thì sang Chính phủ Quý Nam nhậm chức Phó Chủ nhiệm Văn phòng, rồi chủ nhiệm từ tháng 3 năm 1997. Cuối năm 1999, Tsering Thar được điều lên châu tự trị dân tộc Tạng Hải Nam, nhậm chức Thư ký cấp chính khoa của Văn phòng Châu ủy, sau đó 4 tháng thì chuyển sang Đoàn Thanh niên Cộng sản Trung Quốc châu Hải Nam làm Phó Bí thư Châu đoàn, rồi Bí thư vào cuối năm. Đến tháng 1 năm 2002, ông trở lại Quý Nam, giữ chức Phó Bí thư Huyện ủy, Bí thư Ủy ban Kiểm Kỷ Huyện ủy Quý Nam, đến tháng 5 năm 2005 thì được bổ nhiệm làm Phó Tổng thư ký, Chủ nhiệm Văn phòng Chính phủ châu Hải Nam. Vào tháng 9 năm 2006, ông giữ chức Phó Bí thư Huyện ủy, Huyện trưởng Quý Nam, giữ chức này trong 2 năm thì điều tới huyện Quý Đức làm Bí thư Huyện ủy, thêm 2 năm nữa thì thăng chức làm Phó Châu trưởng Hải Nam. Tháng 4 năm 2014, ông rời Hải Nam, tới châu tự trị dân tộc Tạng Ngọc Thụ, được chỉ định vào Ủy ban Thường vụ Châu ủy, nhậm chức Phó Châu trưởng, đến cuối năm thì giữ chức Phó Bí thư Châu ủy, Châu trưởng, công tác liên tục 7 năm.

### Cấp cao
Tháng 2 năm 2011, Tsering Thar được bổ nhiệm làm Phó Tỉnh trưởng, Thanh viên Đảng tổ Chính phủ Nhân dân tỉnh Thanh Hải, vẫn là Châu trưởng Ngọc Thụ cho đến tháng 4. Vào ngày 27 tháng 5 năm 2022, ông được bầu vào Ủy ban Thường vụ Tỉnh ủy Thanh Hải. Cuối năm này, ông tham gia Đại hội Đảng Cộng sản Trung Quốc lần thứ XX từ đoàn đại biểu Thanh Hải. Trong quá trình bầu cử tại đại hội, ông được bầu là Ủy viên dự khuyết Ủy ban Trung ương Đảng Cộng sản Trung Quốc khóa XX.